# Церковь Святого Франциска (Порту)
Церковь Святого Франциска (порт. Igreja de São Francisco) — католическая церковь в городе Порту,  
Португалия, расположенная в районе историческом центре города, посвящённая святому Франциску Ассизскому. Наиболее известный памятник готической архитектуры Порту, эта церковь также знаменита своим интерьером XVIII века, выполненным в стиле барокко. Внесена в список Всемирного наследия ЮНЕСКО.

## История и архитектура
Францисканцы поселились в Порту в начале XIII века. В 1233 году им дали землю для строительства церкви, однако из-за сопротивления местных религиозных властей строительные работы долгое время откладывались. В 1244 году Папа Иннокентий V своей буллой подтвердил владение землей францисканскому ордену, после чего началось строительство фундамента монастыря и скромной церкви. 
В 1383 году по указу короля Фернанду I, покровителя францисканцев, началось строительство нынешней церкви. Строительство было завершено в 1410 году. Новая церковь представляла собой значительное расширение внутреннего пространства с тремя нефами из пяти пролётов, более высоким трансептом и трехсторонней апсидой, окруженной контрфорсами. Важной региональной особенностью является наличие в верхней части алтаря каплевидных мотивов, украшенных сферами, галисийского происхождения. Структура церкви не претерпела значительных изменений и является лучшим образцом готической архитектуры Порту. 
На протяжении XV и XVI веков различные известные семьи Порту стали покровителями францисканцев и финансировали пристройку нескольких  боковых часовен. Одним из примечательных примеров является часовня Святого Иоанна Крестителя, построенная в 1530-х годах с мотивами мануэлино. Основное художественное вмешательство было предпринято в первой половине XVIII века, когда большая часть внутренних поверхностей, стен, колонн, боковых часовен и свода была покрыта барочной талью дорада. В 1833 году монастырские постройки, прилегающие к церкви, были уничтожены пожаром, возникшим в результате осады Порту в ходе гражданской войны 1828—1834 годов. После пожара разрушенный монастырь был снесен для строительства биржевого дворца (порт. Palácio da Bolsa) в неоклассическом стиле.

## Галерея

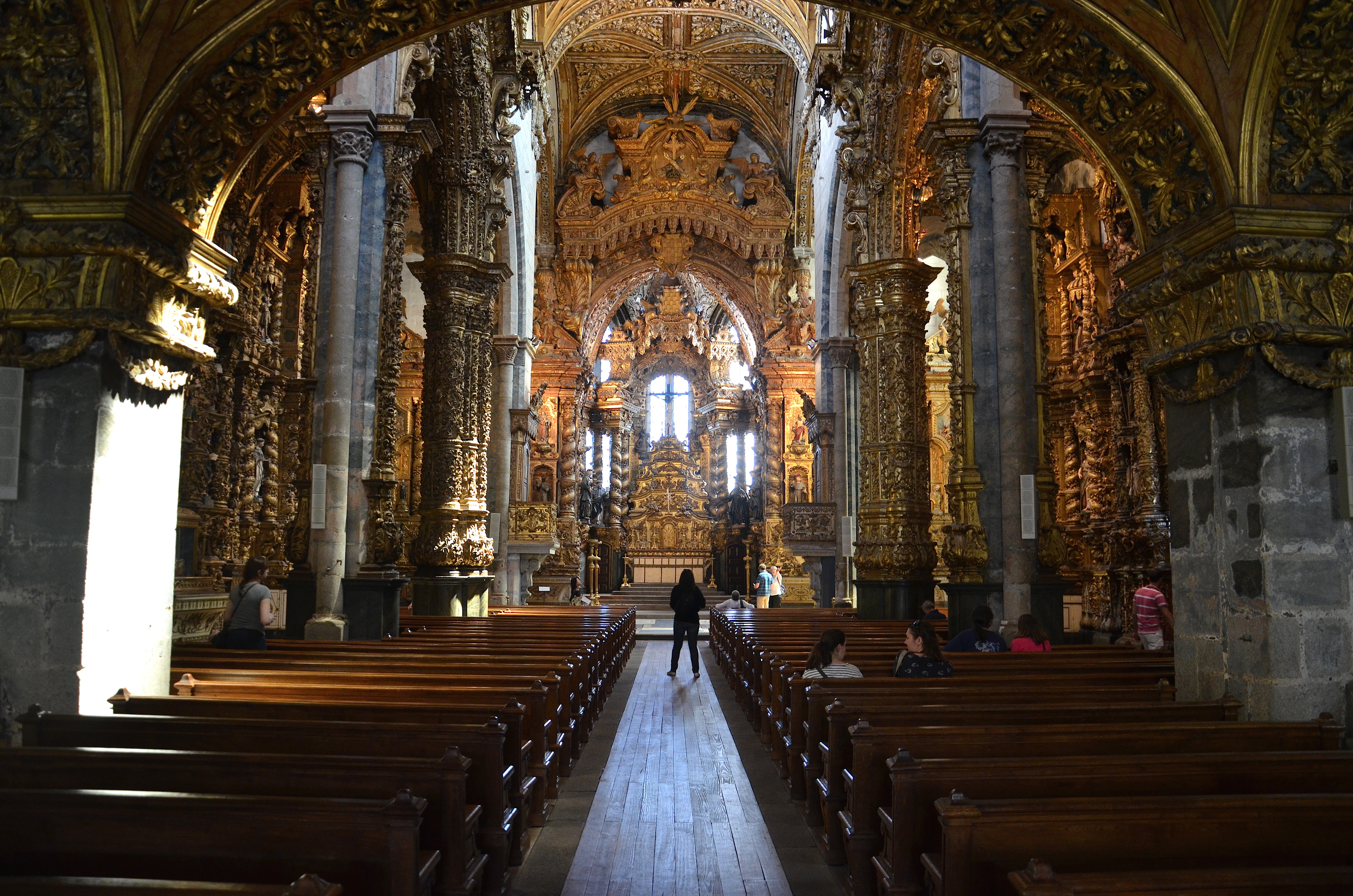
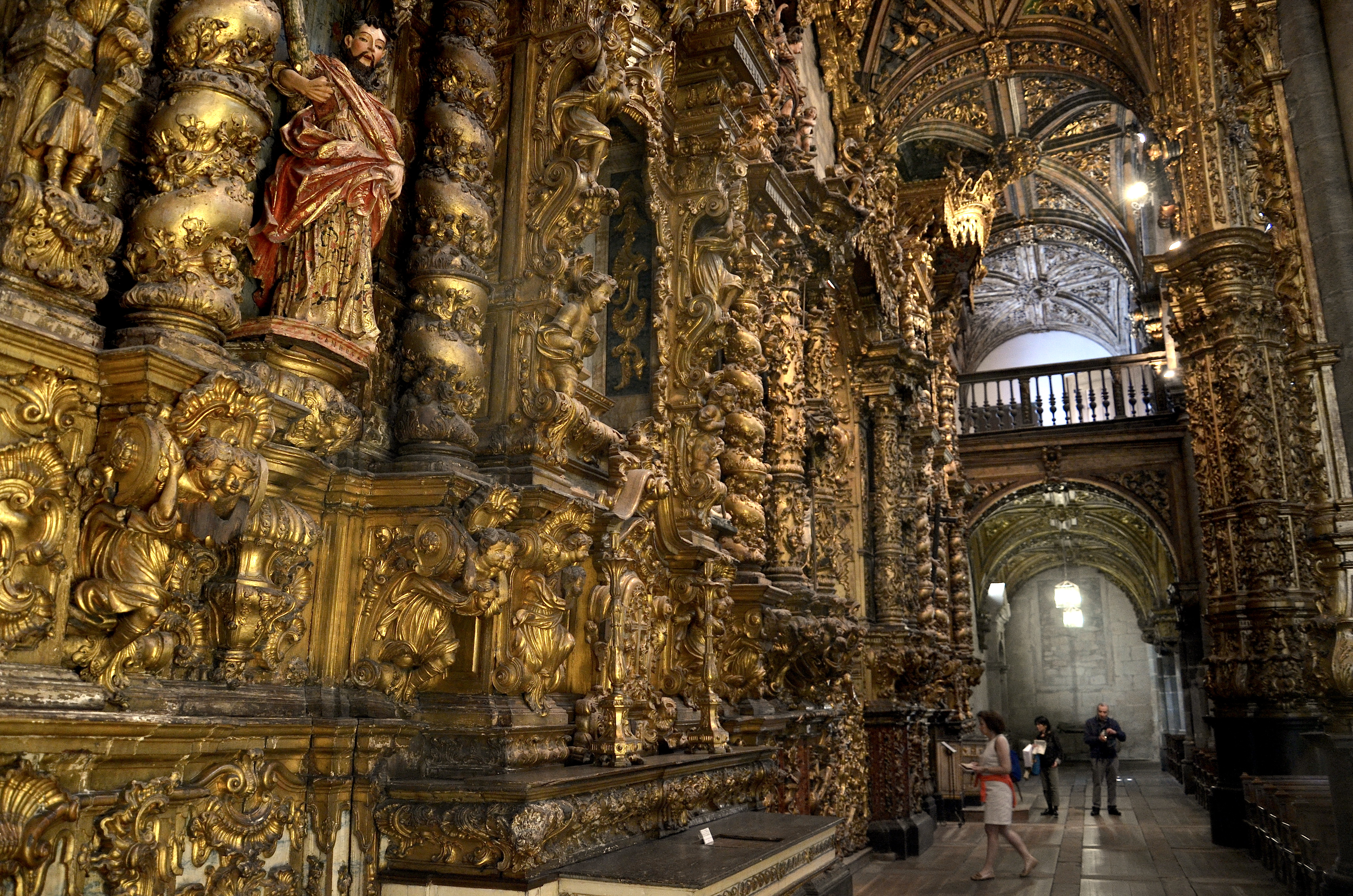
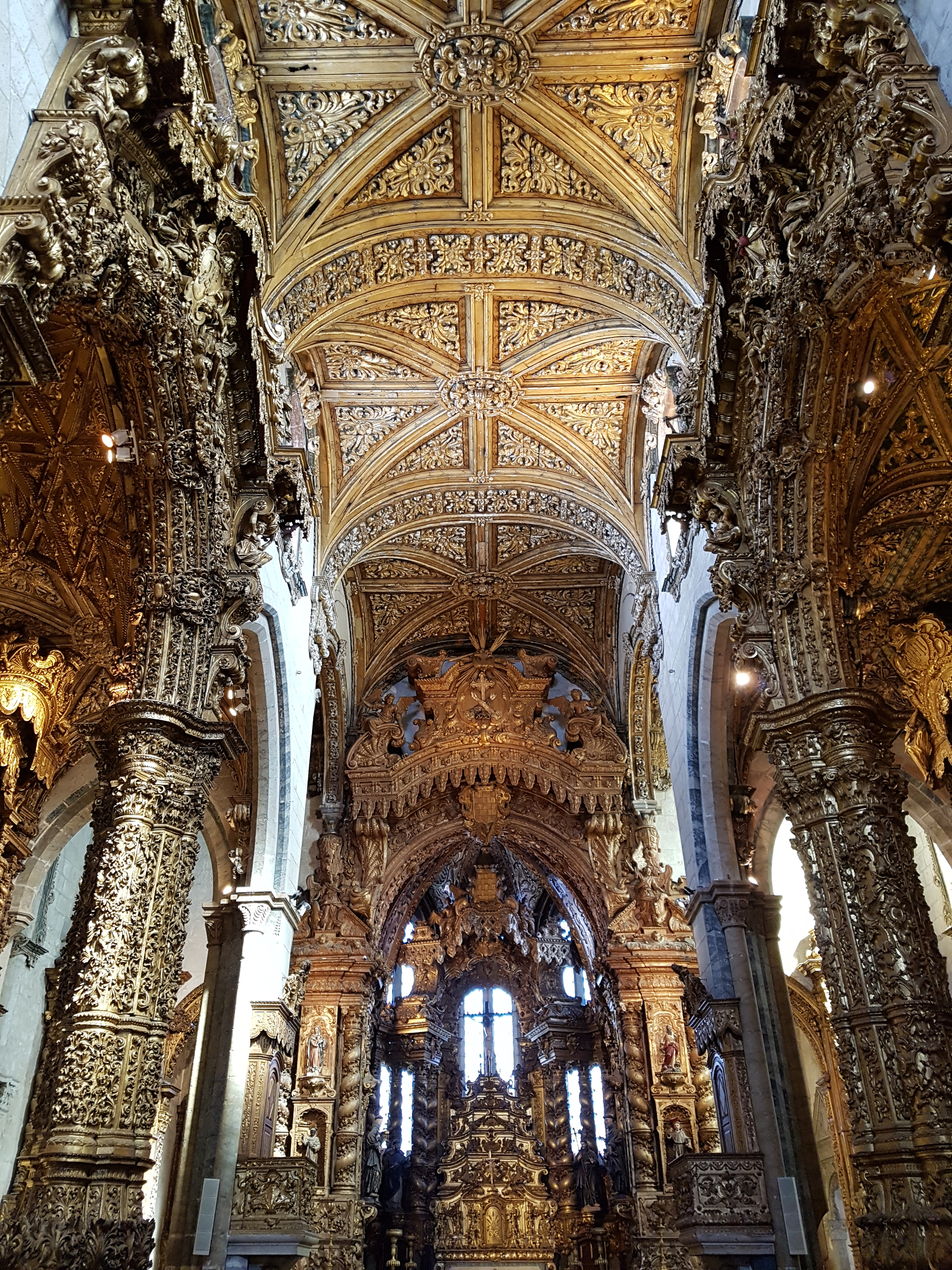
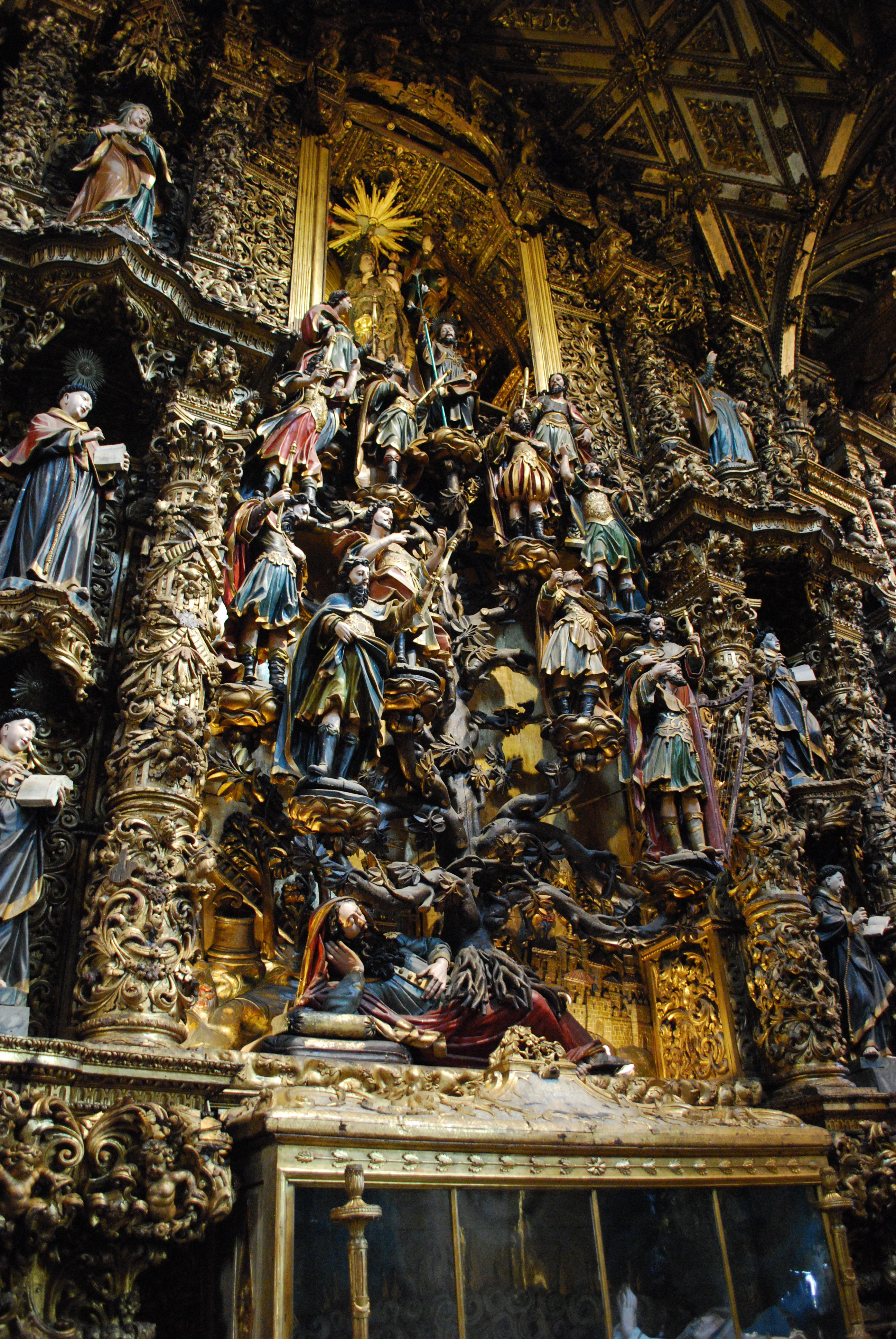
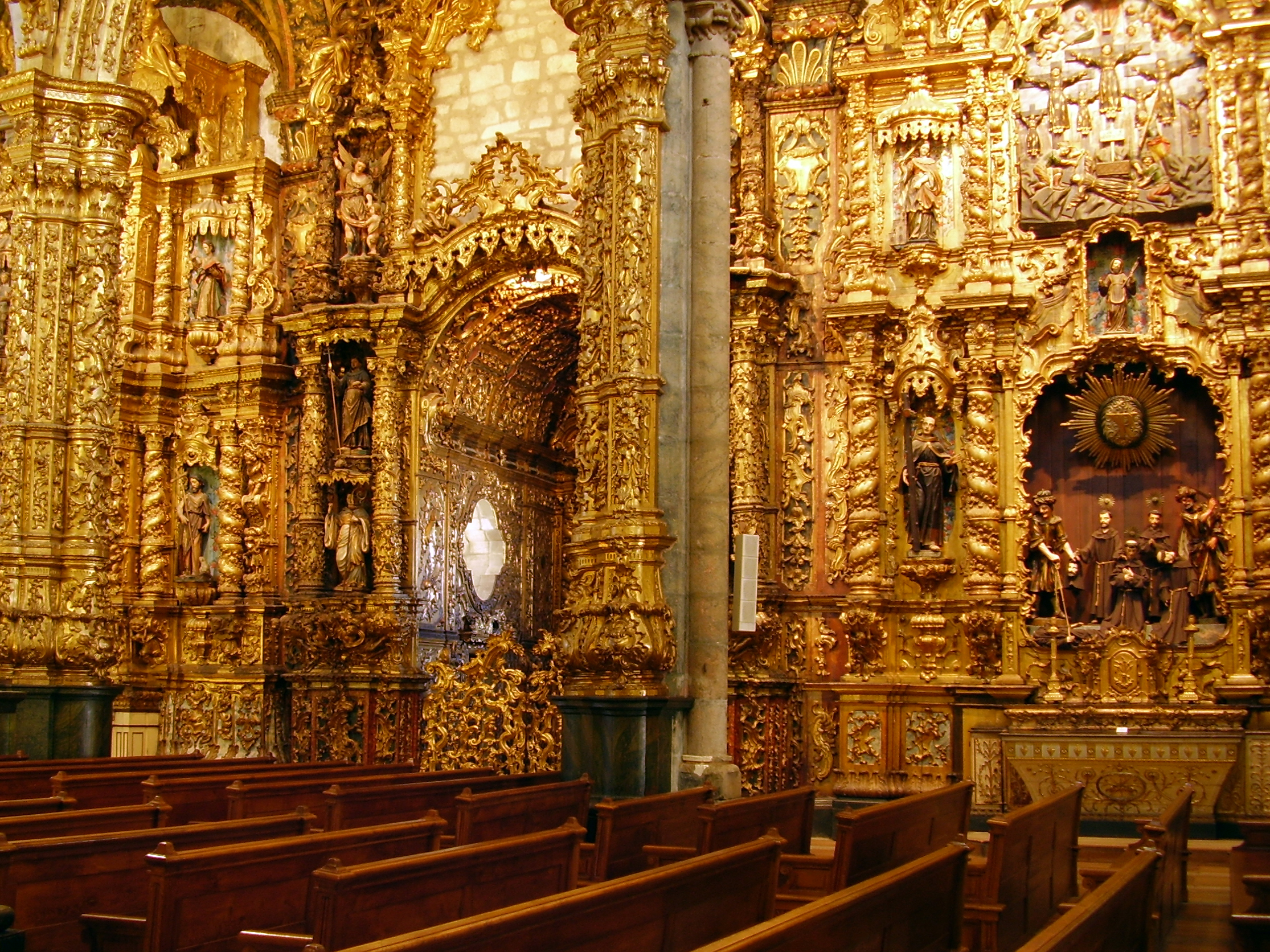
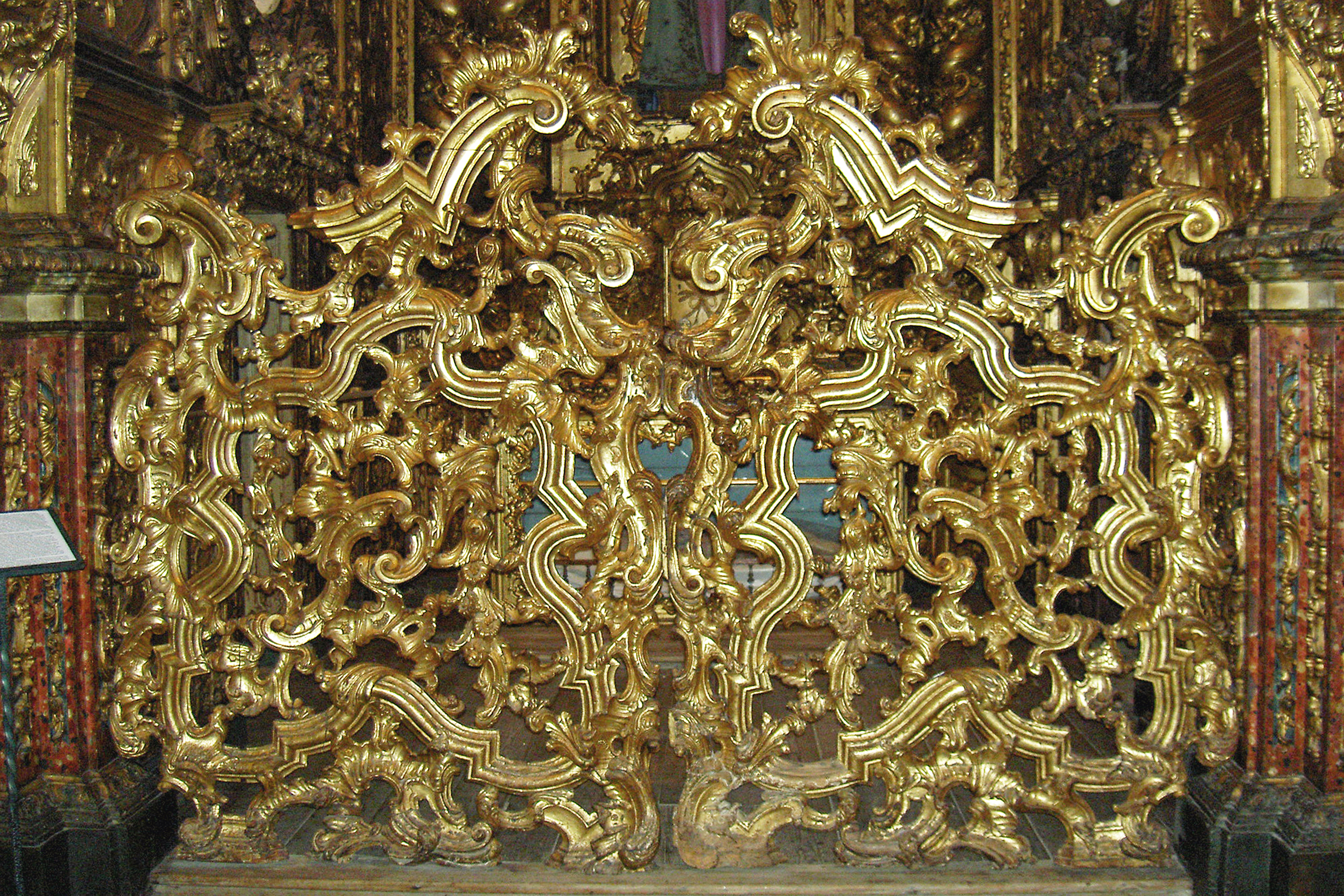
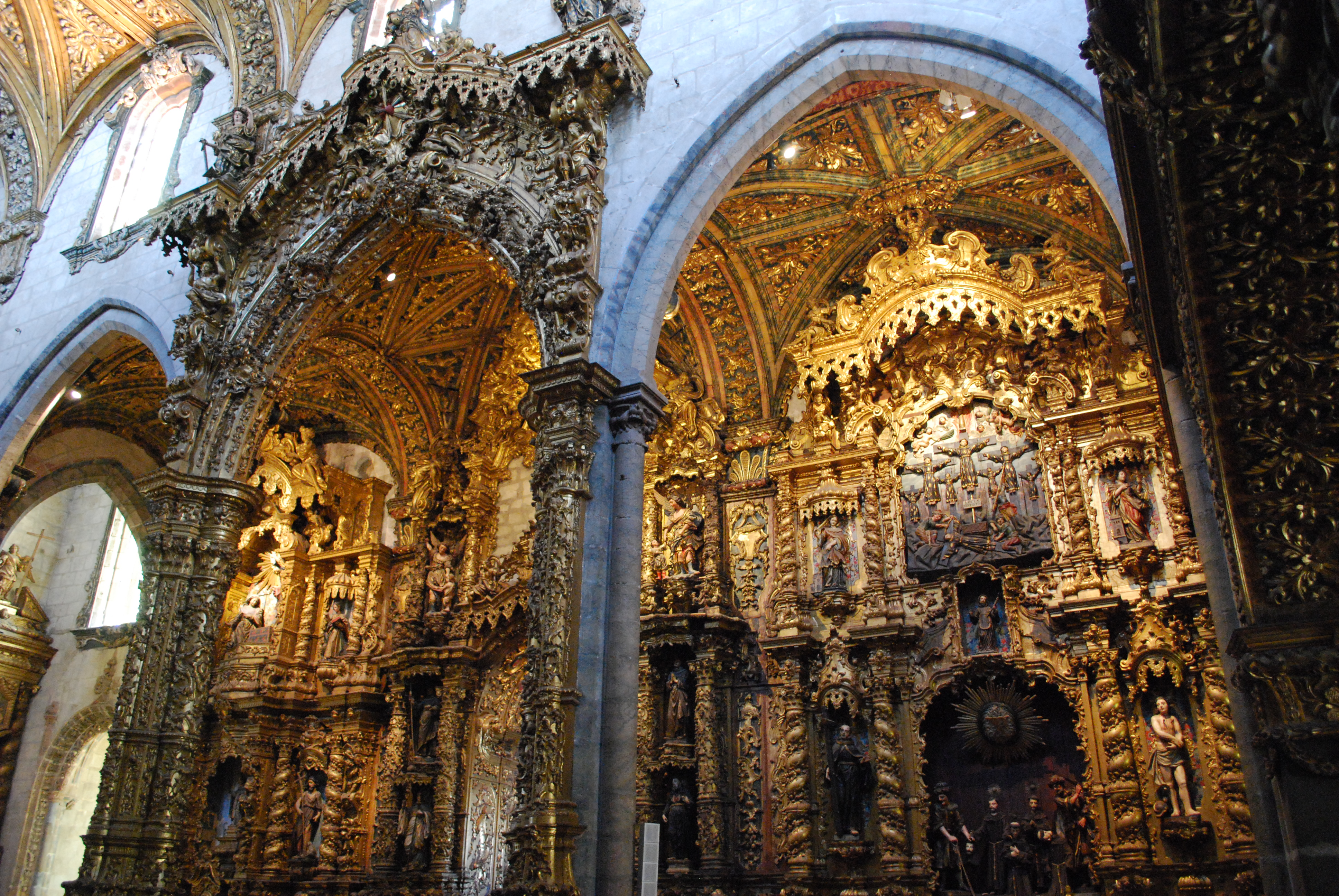
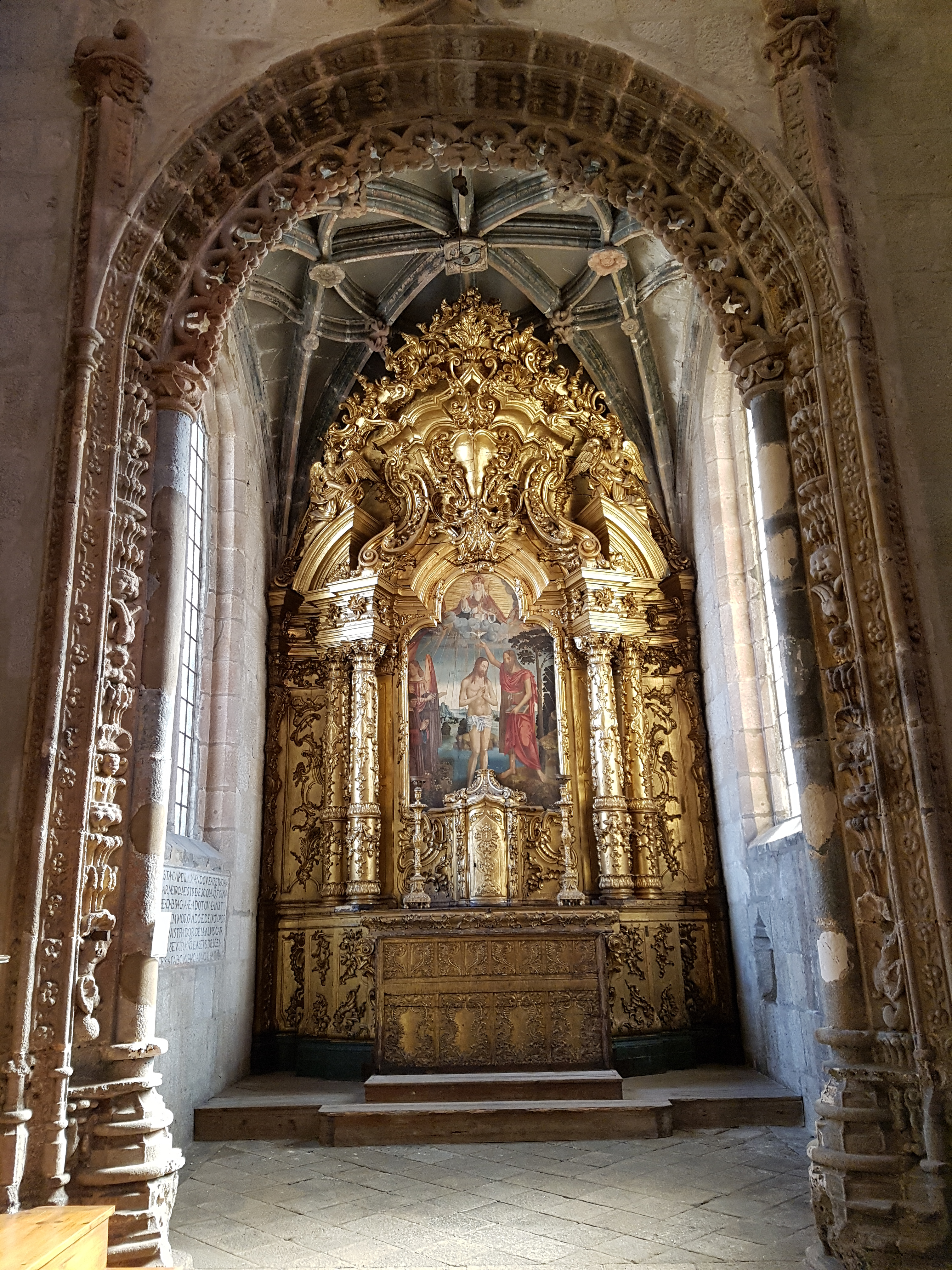